# MV Agusta F4 1000 S
Die F4 1000 S ist ein Motorrad der Kategorie Superbikes des italienischen Herstellers MV Agusta.
Nach Einstellung der F4 S mit dem 750-cm³-Motor im Jahr 2004, ist die F4 1000 S die günstigste Variante der F4-Modellreihe.
Das Konstruktion der F4 stammt von Massimo Tamburini, der unter anderem auch für die Ducati 916/996-Reihe verantwortlich zeichnete.
Die 1000 S wird von einem Ein-Liter-Reihenvierzylindermotor mit zwei oben liegenden Nockenwellen und Saugrohreinspritzung angetrieben. MV-Agusta-typisch sind die radial angeordneten 4 Ventile jedes Zylinders.
Die Kraft überträgt ein 6-Gang-Kassettengetriebe. Diese Bauart stammt ursprünglich aus dem Rennsport und ermöglicht die schnelle Demontage aus dem Gehäuse und damit zeitsparende Änderung der Getriebeübersetzungen.
Stilbildend sind der kompakte und verwindungssteife Gitterrohrrahmen aus Chrom-Molybdän-Vergütungsstahl, der mittragende Motor, sowie die Aluminium-Einarmschwinge, die einen schnellen Wechsel des Hinterrades ermöglicht. Das hintere Kettenblatt sitzt außen an der Schwinge, dem Rad gegenüber und ist damit ohne zeitraubenden Radausbau für Übersetzungsänderungen zugänglich.
Die Frontbremse besteht aus zwei schwimmend gelagerten 310-mm-Bremsscheiben in Verbindung mit, recht selten zu findenden, konventionell verschraubten 6-Kolben-Bremssätteln. Die F4 1000 S hatte die für MV Agusta typische Farbkombination rot/silber.
Auf Basis der F4 1000 S entstanden die Sondermodelle F4 AGO und die F4 Tamburini mit 127 kW (173 PS).

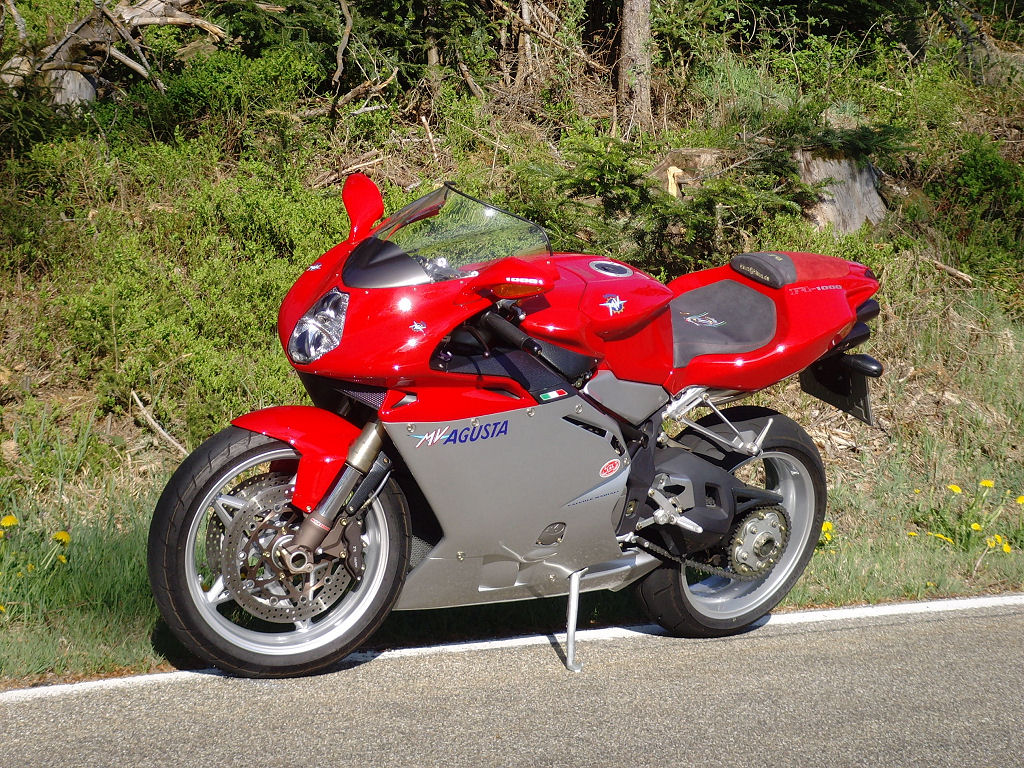
MV Agusta F4 1000 S (Antriebsseite)

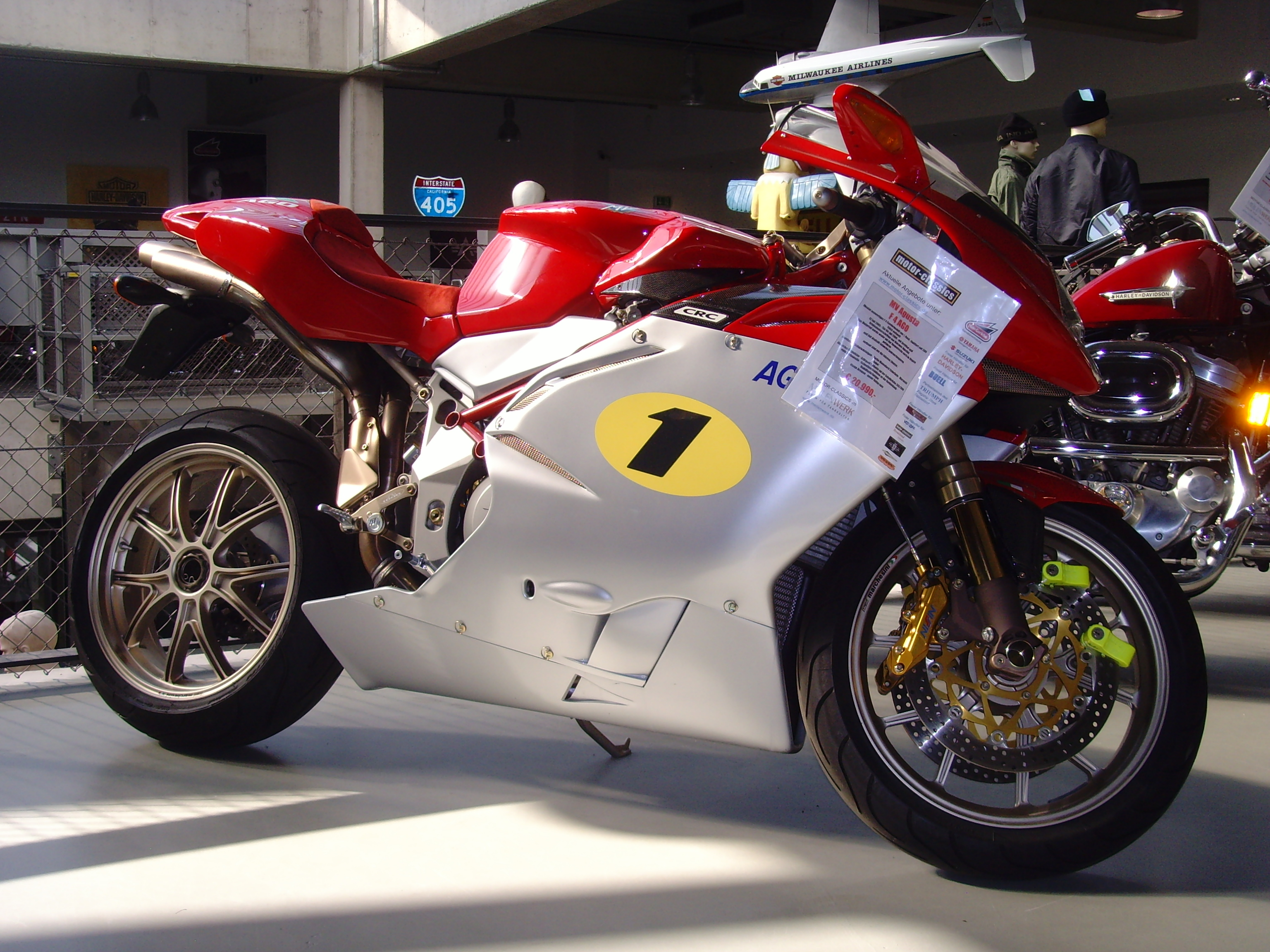
Sondermodell F4 „AGO“